# Bodo (Alberta)
Pour les articles homonymes, voir Bodo (homonymie).
Bodo est un hameau (hamlet) de Provost No 52, situé dans la province canadienne d'Alberta.